# Anphira junki
Anphira junki là một loài chân đều trong họ Cymothoidae. Loài này được Araujo & Thatcher miêu tả khoa học năm 2003.